# Scopanta rufula
Scopanta rufula is een keversoort uit de familie boktorren (Cerambycidae). De wetenschappelijke naam van de soort is voor het eerst geldig gepubliceerd in 1893 door Fairmaire.